# Marco Achilli
Marco Achilli (Milano, 9 dicembre 1948 – Milano, 22 settembre 2009) è stato un calciatore italiano, di ruolo attaccante.

## Carriera
Cresciuto nella Vercellese di Milano, passò poi nelle giovanili dell'Inter, con cui debuttò nel campionato di Serie A il 12 maggio 1968 nella sconfitta in trasferta a Cagliari contro la squadra locale per 3-2. Nel 1968 passò in comproprietà al Varese, che lo prestò al Monza, in Serie B, con cui realizzò 10 reti in 44 partite tra il 1968 e il 1970.
Tornato in nerazzurro, vinse lo scudetto 1970-1971 totalizzando 8 presenze: 3 in campionato, 2 in Coppe Europee e 3 in Coppa Italia e segnando nel successo interno sul Catania all'ottava giornata di campionato, il 29 novembre 1970.
Nella stagione successiva passò in prestito al Livorno, dove rimase per una stagione realizzando 5 reti in 24 partite. A fine stagione rientrò all'Inter, che tentò di sistemarlo in prestito in Serie C, ma il giocatore rifiutò sistematicamente le proposte provenienti dalla terza serie (Alessandria, Seregno e Parma in estate, Piacenza in autunno) e rimase inattivo per l'intera stagione.
Nella stagione 1973-1974 accettò di scendere in Serie C trasferendosi al Piacenza, con cui collezionò 2 reti in 27 presenze. Successivamente, dopo una stagione all'Albese e una alla Vogherese in Promozione, decise di abbandonare il calcio e riprendere gli studi.
In carriera ha totalizzato complessivamente 4 presenze ed una rete in Serie A e 68 presenze e 5 reti in Serie B.
Muore il 22 settembre 2009 all'età di 60 anni.

## Palmarès

### Club

#### Competizioni nazionali
- Campionato italiano: 1

Inter: 1970-1971